# Mar de Tasmània
El mar de Tasmània (maori: Te Tai-o-Rēhua; en anglès Tasman Sea) és la massa d'aigua compresa entre Austràlia i Nova Zelanda, d'uns 2.000 quilòmetres de longitud. Representa la part sud-occidental de l'oceà Pacífic i si excloem els març costaners de l'Antàrtida, aquest és el mar més al sud de la conca del Pacífic.
Aquest mar és molt profund, ja que al seu fons hi ha la conca d'Austràlia Oriental, la profunditat màxima de la qual supera els 6.000 m.
Va ser batejat així en honor de l'explorador holandès Abel Tasman, el primer europeu que va descobrir Nova Zelanda i Tasmània al segle xvii. Més endavant, a la dècada del 1770, el navegant anglès James Cook va explorar el mar de Tasmània amb més detall durant el seu primer viatge.
Segons l'Organització Hidrogràfica Internacional, les aigües del mar de Tasmània són les que banyen els estats australians de Nova Gal·les del Sud, Victòria i Tasmània. L'estat de Queensland, més al nord, ja és riberenc del mar del Corall, i el límit territorial entre aquest estat i Nova Gal·les del Sud es considera que és la frontera entre tots dos mars.
El mar de Tasmània es coneix informalment tant en anglès australià com en anglès neozelandès com el Ditch; per exemple, travessar el Ditch significa viatjar a Austràlia des de Nova Zelanda, o viceversa. El terme diminutiu "la rasa" utilitzat per al mar de Tasmània és comparable a referir-se a l'oceà Atlàntic Nord com "l'estany".
Al mar de Tasmània hi ha uns quants grups d'illes, bastant apartades de les costes australianes i neozelandeses. Entre aquestes, destaquen les següents, totes les quals són possessions d'Austràlia:
- l'illa de Lord Howe i les illes adjacents;
- Ball's Pyramid;
- l'illa Norfolk, a l'extrem nord del mar de Tasmània, al límit amb el mar del Corall.

## Clima
El sud del mar està travessat per depressions que van d'oest a est. El límit nord d'aquests vents de l'oest és a prop dels 40°S. Durant l'hivern austral, d'abril a octubre, la branca nord d'aquests vents de ponent canvia de direcció cap al nord i s'enfronta als vents alisis. Per tant, el mar rep vents freqüents del sud-oest durant aquest període. A l'estiu australià (de novembre a març), la branca sud dels vents alisis s'enfronta a vents de ponent i produeix més activitat eòlica a la zona.

## Geografia
El mar de Tasmània és de 2250 km d'ample i té una superfície de 2.300.000 km². La profunditat màxima del mar és de 5943 m. La base del mar està formada per suor de globigerina. Al sud de Nova Caledònia es troba una petita zona d'exsudat de pteròpodes i, a l'extensió sud de 30° S, es pot trobar exuda silícea.

### Extensió
L'Organització Hidrogràfica Internacional defineix els límits del mar de Tasmània com:
| « | A l'oest Una línia des d'Illa Gabo (prop de Cap Howe, 37°30'S) fins al punt nord-est de l'illa East Sister (148°E), d'allí al llarg del meridià 148è est fins a Illa Flinders; més enllà d'aquesta illa una línia que va cap a l'est dels Vansittart Shoals fins a [Cap] Illa del Cap Estèril, i des del Cap Estèril (el punt més oriental de [Cap] Barren Island) fins a Eddystone Point (41°S) a Tasmània, d'allí al llarg de la costa est fins a Cap Sud-est, el punt sud de Tasmània. Al nord El 30è paral·lel sud des de la costa australiana cap a l'est fins a arribar a una línia que uneix les extremitats est d'Elizabeth Reef i South East Rock (31° 47′ S, 159° 18′ E / 31.783°S,159.300°E) després cap al sud per aquesta línia fins a South East Rock a l'Illa de Lord Howe. Al nord-est Des de South East Rock fins al punt nord de Three Kings Islands (34° 10′ S, 172° 10′ E / 34.167°S,172.167°E), d'allí a Cap Nord a Nova Zelanda. A l'Est - A l'Estret de Cook. Una línia que uneix l'extrem sud de la terra bruta Cap Palliser (Ngawi, Nova Zelanda) i el Far del Cap Campbell (Te Karaka). - A l'Estret de Foveaux (46° 45'S). Una línia que uneix la llum encesa Waipapa Point (168°33'E) amb East Head (47'02'S) de Stewart Island/Rakiura. Al sud-est Una línia que va des de Cap sud-oest, Nova Zelanda, Illa Stewart, a través dels Snares (48°S, 166°30'E) fins al Cap Nord-oest, Illa Auckland (50° 30′ S, 166° 10′ E / 50.500°S,166.167°E), a través d'aquesta illa fins al seu punt sud. Al sud Una línia que uneix el punt sud de l'illa d'Auckland (50° 55′ S, 166° 0′ E / 50.917°S,166.000°E) fins al Cap Sud-est, el punt sud de Tasmània. | » |

### Serralada

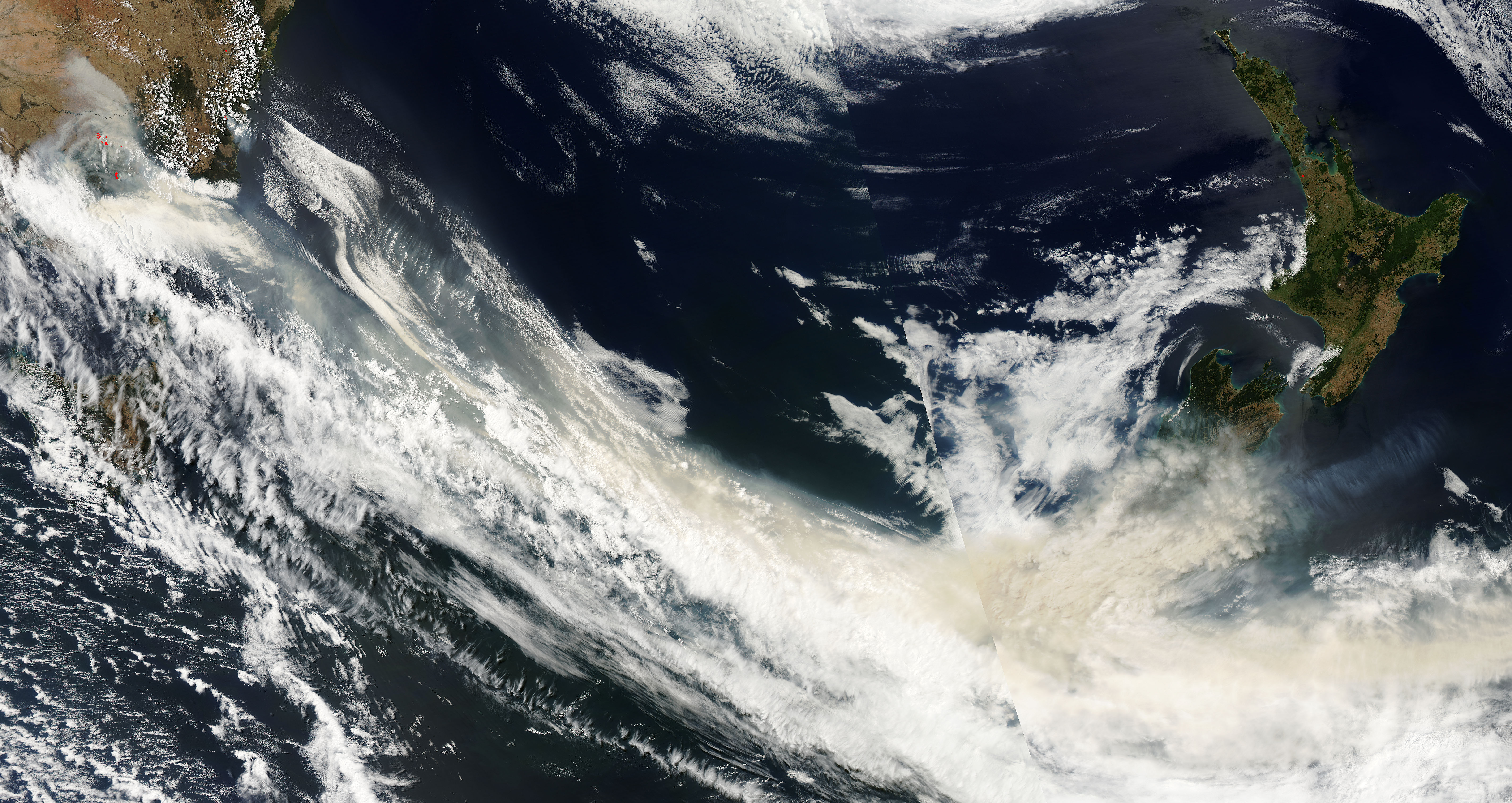
El fum dels incendis del dissabte negre travessa el sud del mar de Tasmània

La dorsal oceànica del mar de Tasmània es va desenvolupar fa entre 85 i 55 milions d'anys quan Austràlia i Zelàndia es van separar durant la ruptura del supercontinent Gondwana. Es troba aproximadament a mig camí entre els marges continentals d'Austràlia i Zelàndia. Gran part de Zelàndia està submergida, de manera que la carena s'acosta molt més a la costa australiana que la de Nova Zelanda.

### Illes
El mar de Tasmània compta amb una sèrie de grups d'illes medimarines, a part de les illes costaneres situades a prop de les terres continentals d'Austràlia i Nova Zelanda:
- Illa de Lord Howe (part de Nova Gal·les del Sud)[9]
- Piràmide de Ball (part de Nova Gal·les del Sud)[10]
- Illa Norfolk, situada a l'extrem nord del mar de Tasmània al seu límit teòric amb el mar del Coral

### Cossos d'aigua adjacents
- Nord: Mar del Corall[11]
- Nord-est i est: oceà Pacífic
- Est: Estret de Cook
- Sud i sud-est: Oceà Antàrtic
- Oest: Estret de Bass[12]

### Hidrologia
Salinitat del mar de Tasmània: 35-35,5 ‰. Les marees són força altes, en alguns llocs superen els 5 m. La topografia del fons és complexa, amb moltes carenes, pujades, conques i depressions. El fons marí està format per fang globigerina.

## Vida animal i vegetal
Un vaixell d'investigació d'aigües profundes, el RV Tangaroa, va explorar el mar i va trobar 500 espècies de peixos i 1.300 espècies d'invertebrats. Els investigadors també van trobar la dent d'un megalodon, un tauró extingit.
La regió septentrional del mar de Tasmània es troba prop dels tròpics i comparteix similituds en la composició de la flora i la fauna amb el veí mar de Corall. Aquesta zona compta amb illes que alberguen edificis de corall i atols. Tot i que la flora aquàtica està representada per un petit nombre de plantes i algues, la diversitat d'espècies vegetals és notablement rica. Pel que fa al zooplàncton, es troben una petita quantitat de meduses, petits crustacis i larves.
A prop de les illes de la part meridional del mar, la vegetació mostra una major diversitat quantitativa. A les costes, es troben uns quants tipus d'algues, com marrons, vermells i verds, formant matolls d'organismes pluricel·lulars. A mesura que ens endinsem cap al sud, les aigües superficials del mar de Tasmània incrementen significativament la presència de fitoalgues i zooplàncton, especialment en forma de crustacis microscòpics com el krill.
La fauna del mar de Tasmània presenta una gran varietat de taurons, comparable a la del veí mar de Coral en termes de diversitat d'espècies. A les regions meridionals i sobre les conques profundes, els taurons són menys freqüents, tot i que espècies imponents com el gran tauró blanc, el mako, el blau, l'oceànic d'aletes llargues i els martells encara es troben en aquestes àrees. Els taurons de barrera habiten entre els esculls de corall, i es poden observar també taurons de fons en aquestes zones.
Les comunitats de corall atrauen una fauna oceànica variada, incloent-hi cetacis com rorquals minke, catxalots i orques, els quals es veuen atrets pel plàncton. Les aigües de la part sud del mar són riques en bancs de peixos, incloent-hi espècies comercials com la tonyina, el verat, el sauri, l'arengada i la lliga.
Altres peixos grans presents al mar de Tasmània són la tonyina i el peix espasa, que ostenta el rècord de velocitat de natació, així com el peix vela.

## Història
El 1876, el primer cable telegràfic que connectava Austràlia i Nova Zelanda es va posar al mar de Tasmània. Moncrieff i Hood van ser els primers a intentar una travessia trans-Tasman amb avió el 1928, però van desaparèixer sense deixar rastre durant l'intent. El primer vol amb èxit sobre el mar va ser realitzat per Charles Kingsford Smith i Charles Ulm més tard aquell any. La primera persona que va remar en solitari a través del mar va ser Colin Quincey el 1977. La següent travessia en solitari amb èxit la va completar el seu fill, Shaun Quincey, el 2010.

## Galeria

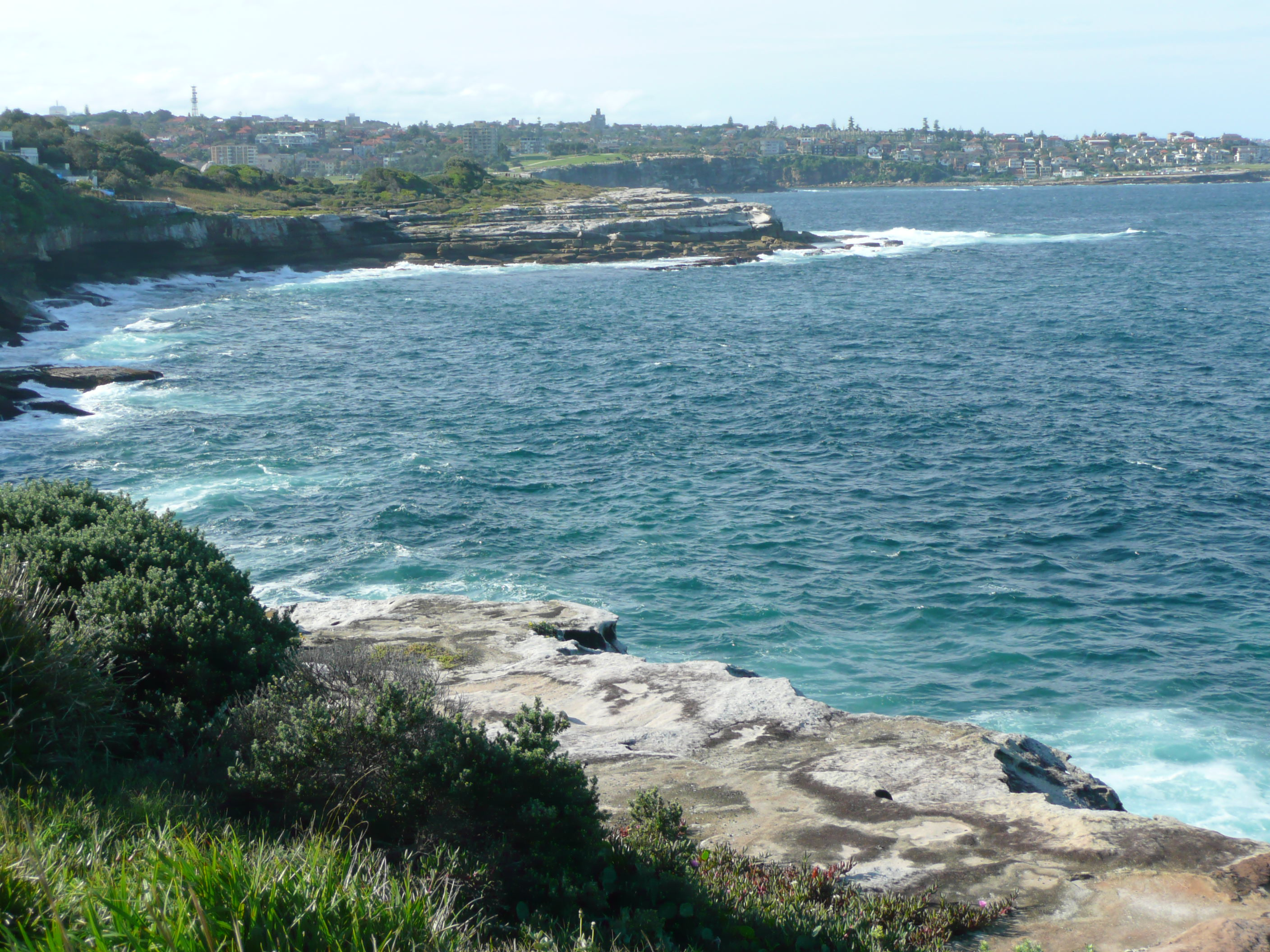
Ciutat de South Coogee.
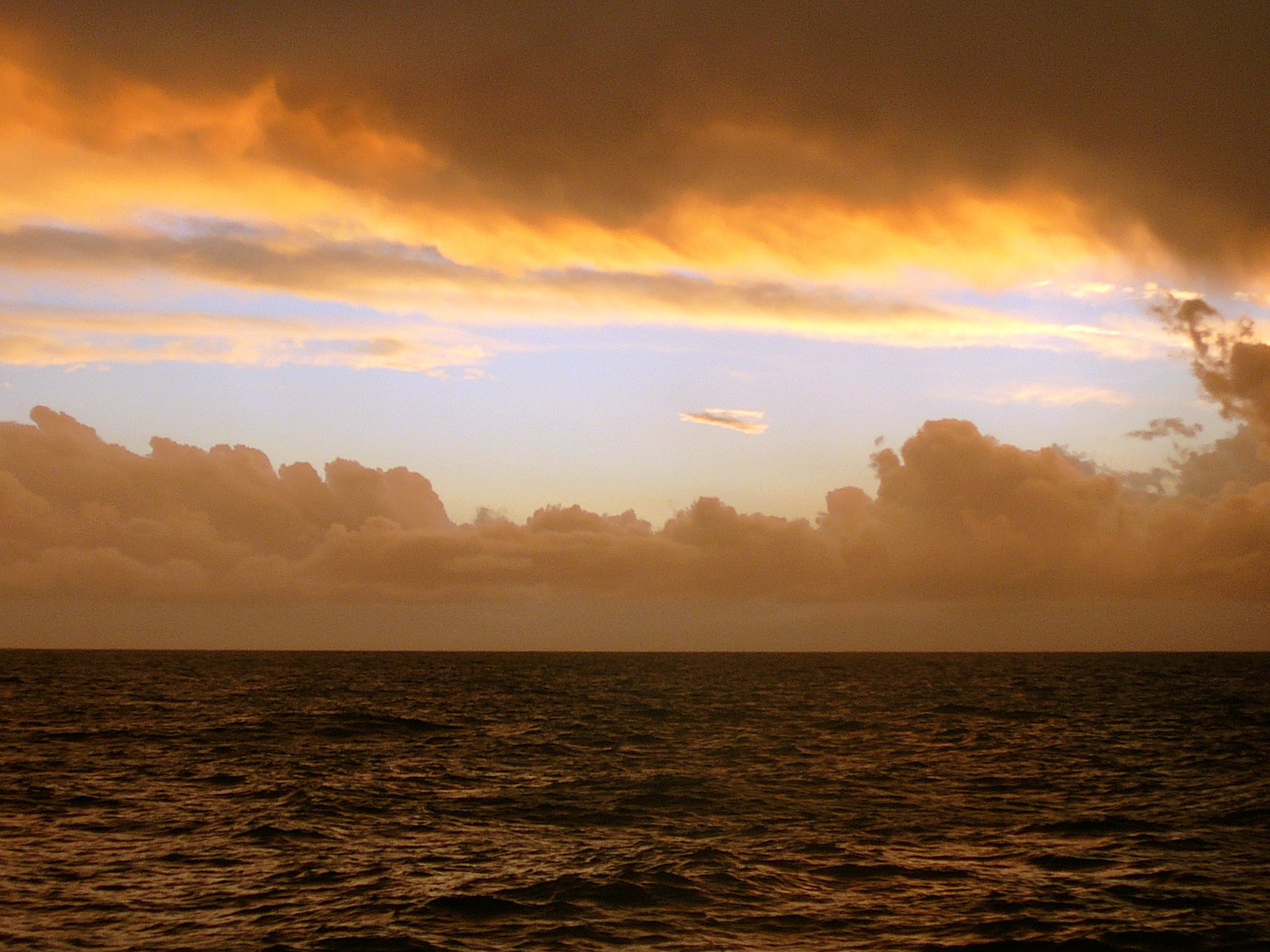
Posta de sol sobre el mar.
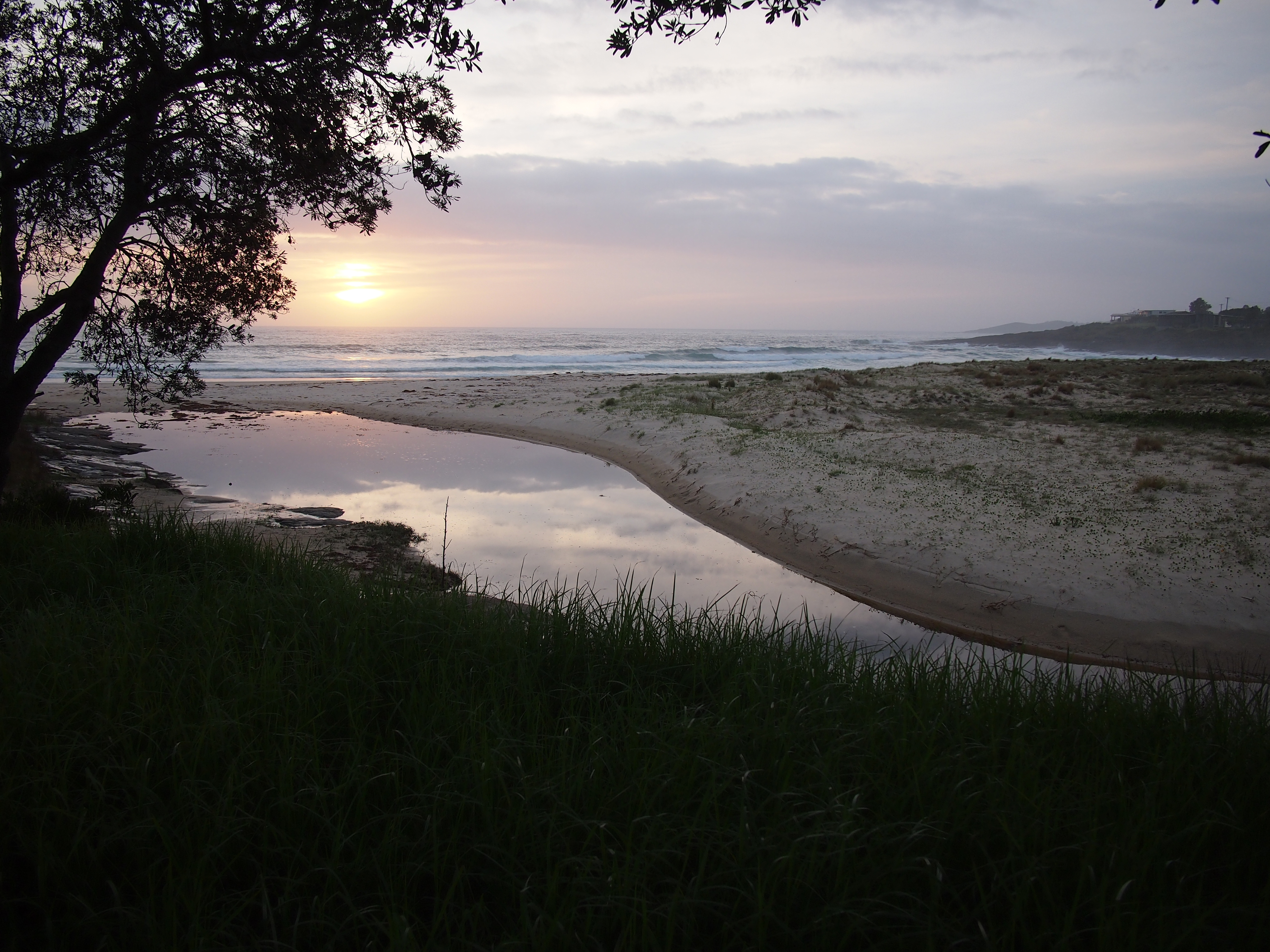
Sortida del sol al mar, febrer.
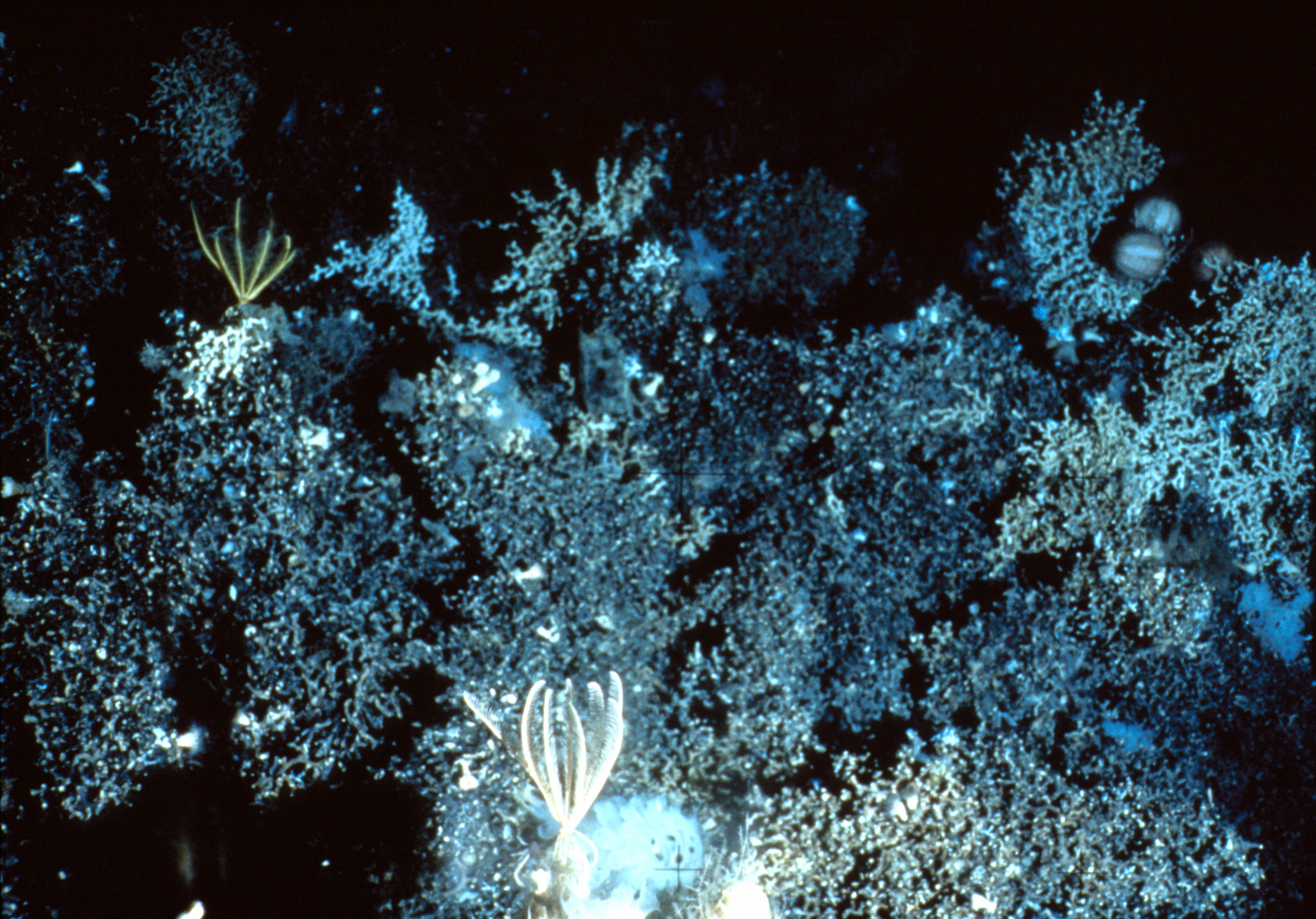
Eriçons de mar i coralls al fons del mar de Tasmània.
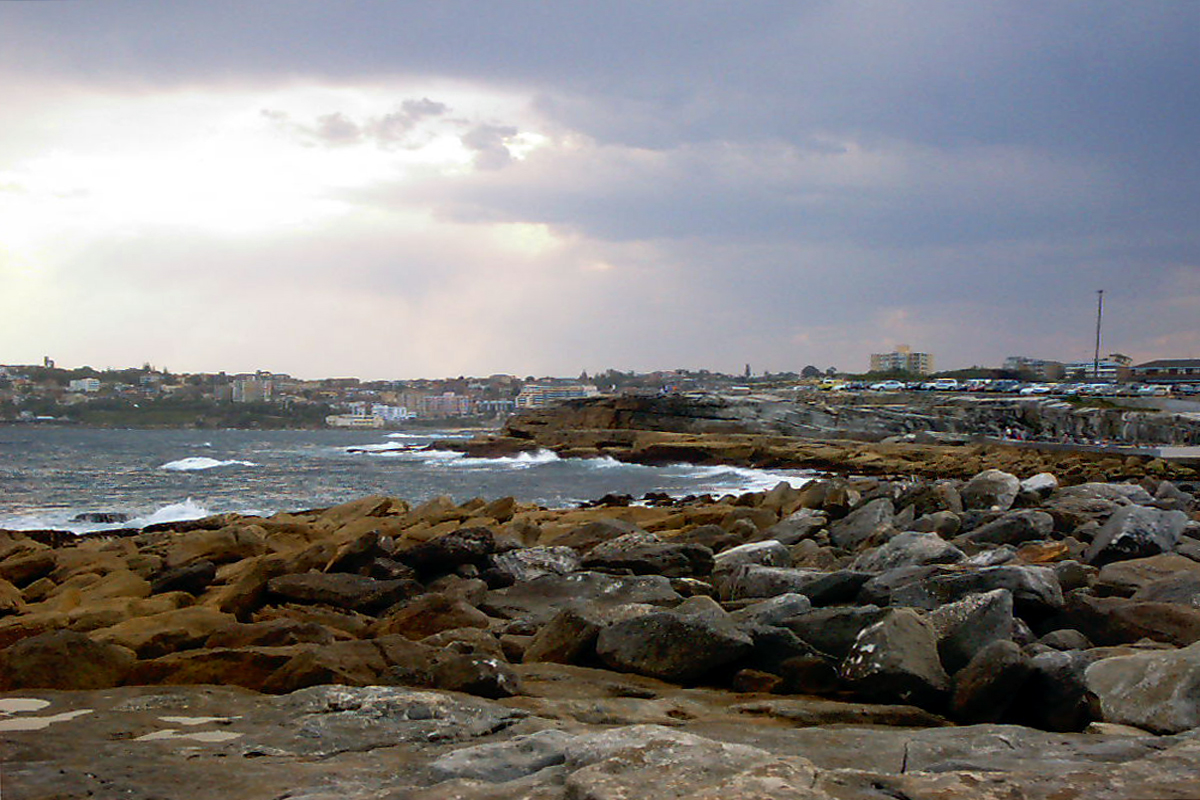
Sydney.
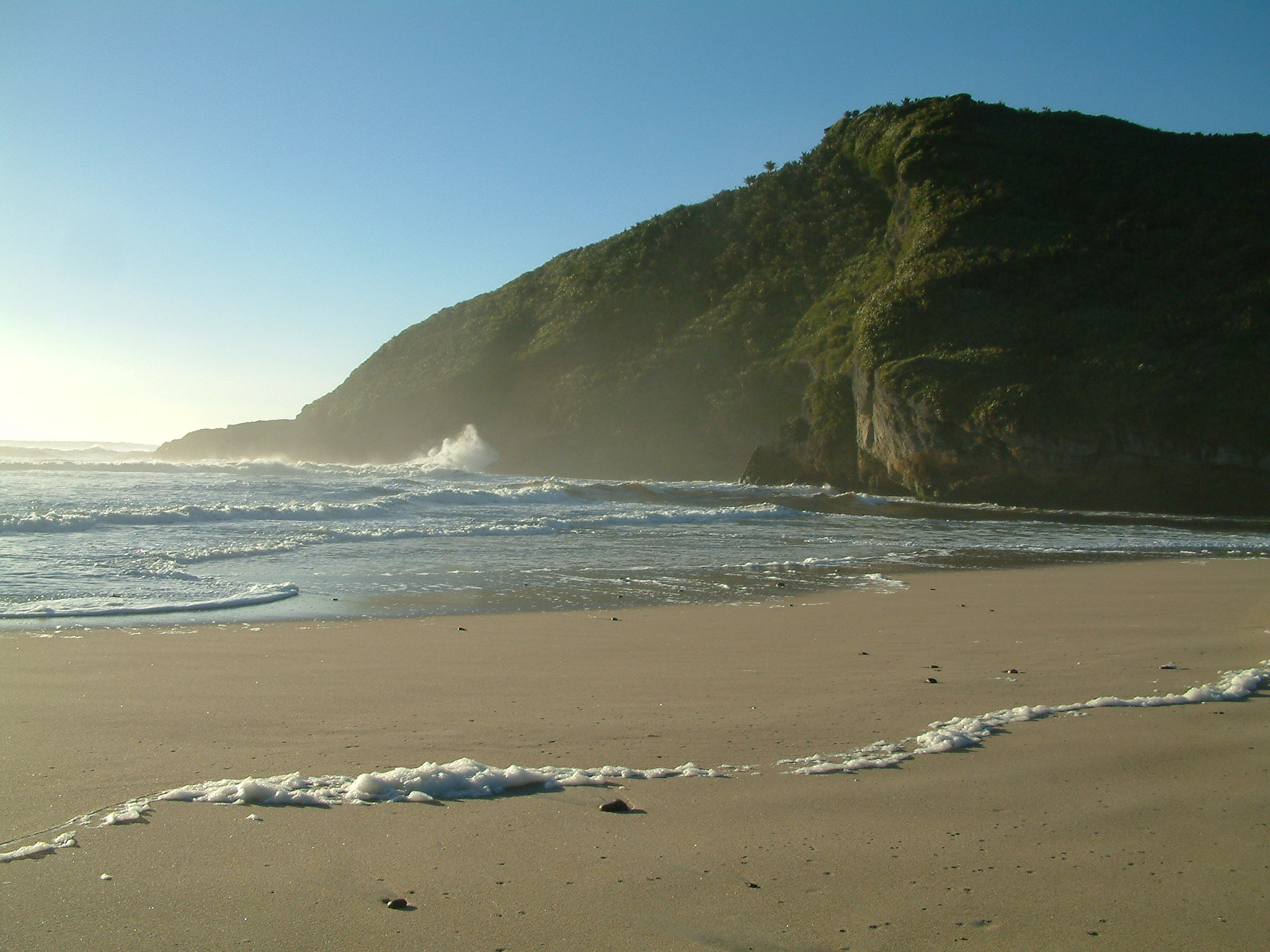
Muntanya de marbre a la vora del mar de Tasmània.
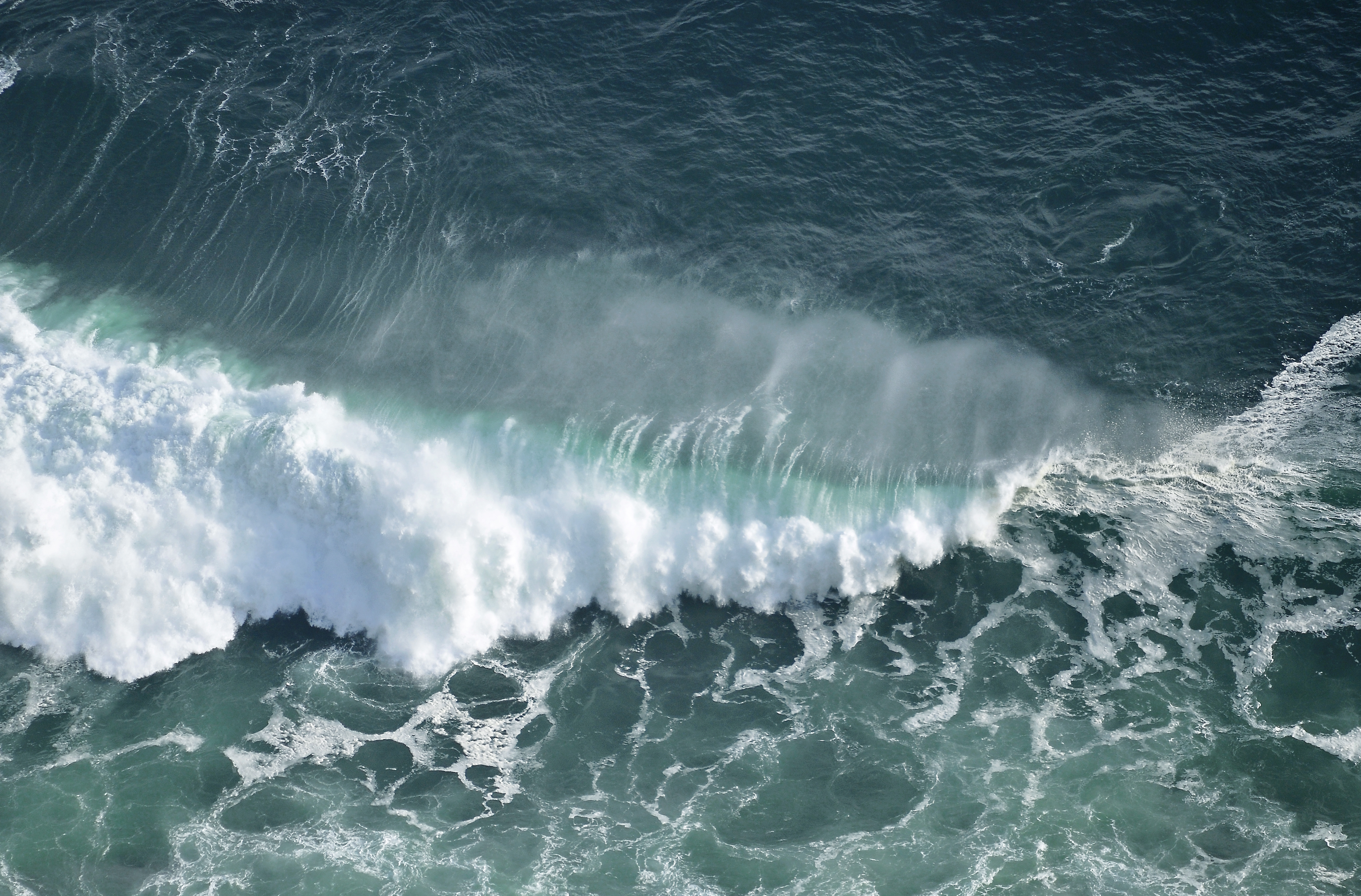
Onades del mar de Tasmània.